# 塔瓦尼亚斯科
塔瓦尼亚斯科（義大利語：Tavagnasco），是意大利都灵省的一个市镇。总面积8平方公里，人口794人，人口密度99.3人/平方公里（2009年）。ISTAT代码为001271。